# Inspecteur la Bavure
Inspecteur la Bavure is een Franse film van Claude Zidi die werd uitgebracht in 1980.
Deze misdaadkomedie van Claude Zidi was in 1980 de op twee na populairste Franse film in Frankrijk, enkel voorafgegaan door de komedie Les Sous-doués (ook geregisseerd door Zidi) en La Boum. 

## Samenvatting
Michel Clément is de naïeve, stuntelende en niet erg snuggere zoon van een vermoorde politieheld. Zijn moeder wenst dat hij in de voetsporen van zijn vader treedt. 
Vooral dankzij de goede wil van de jury heeft Michel zijn diploma aan de politieschool behaald. Hij mag nu stage lopen bij de Gerechtelijke Politie van Parijs. Hij droomt ervan Roger Morzini, staatsvijand nummer één, in te rekenen. 
Als eerste opdracht moet hij Marie-Anne Prossant, een ambitieuze journaliste en de dochter van een krantendirecteur, politiebescherming bieden. Prossant heeft immers uitgerekend Morzini uitgedaagd door van hem een interview te eisen. Het is de bedoeling dat Michel als persoonlijke lijfwacht goed in de kijker loopt om de aandacht af te leiden van andere meer bekwame inspecteurs die op de achtergrond een extra oogje in het zeil zullen houden en Morzini zullen aanhouden. 
Ondertussen heeft Morzini een cosmetische ingreep ondergaan om zijn te bekende gezicht te wijzigen. Hij geeft zich uit voor de misdaadromanschrijver Antoine Collard en hij slaagt erin bevriend te worden met Michel.  

## Rolverdeling
| Acteur             | Personage                                                                         |
| ------------------ | --------------------------------------------------------------------------------- |
| Coluche            | inspecteur stagiair Michel Clément / zijn vader                                   |
| Gérard Depardieu   | Roger Morzini, staatsvijand nummer één                                            |
| Dominique Lavanant | Marie-Anne Prossant, journaliste                                                  |
| Julien Guiomar     | hoofdcommissaris Vermillot                                                        |
| Alain Mottet       | Dumeze, de politiechef                                                            |
| François Perrot    | Louis Prossant, persmagnaat en vader van Marie-Anne                               |
| Jean Bouchaud      | inspecteur Zingo                                                                  |
| Clément Harari     | dokter Haquenbusch, de chirurg van het milieu                                     |
| Philippe Khorsand  | Alphonse Rouchard, de verkrachter van de reconstructie bij het kanaal             |
| Martin Lamotte     | inspecteur Gaffuri                                                                |
| Dany Saval         | de antiekhandelaarster                                                            |
| Hubert Deschamps   | Marcel Watrin, een inspecteur die zijn pensioen nadert en tandem vormt met Michel |
| Marthe Villalonga  | Marthe Clément, de moeder van Michel                                              |
| Richard Anconina   | Philou, de vriend van Michel                                                      |
| Féodor Atkine      | Merlino, de fotograaf                                                             |
| Richard Bohringer  | de politiebeambte van de antropometrische dienst                                  |